# Banes
BANES, spol. s r.o. je česká strojírenská firma založena v roce 1993. Sídlí v jihočeském městě Soběslav. Od roku 2023 je hlavním partnerem hokejového klubu Banes Motor České Budějovice.

## Historie
Založena byla v roce 1993. Podnik začínal obráběním na soustružnických automatech.
Následně došlo k rozšíření podniku a započala výroba v hromadných sériích.
Firma vzrůstala a později byla rozdělena do dvou divizí, montáže a divize. V roce 2015 byly postaveny nové haly a bylo přijato kolem šedesáti nových zaměstnanců. Zaměstnává jich zhruba 160. Modernizace firmy probíhá i nadále.
Největší podíl výroby připadá pro automobilový průmysl.

## Partnerství
Firma je dlouhodobým sponzorem Soběslavských sportovních klubů. Těmi jsou například OLH Spartak Soběslav, FK Spartak Soběslav nebo Banes Florbal Soběslav.
Od roku 2023 je firma hlavním partnerem hokejového klubu Banes Motor České Budějovice. Kromě hokeje podporuje i fotbalový klub FC Silon Táborsko.
Často sponzoruje místní kulturní akce.